# Cathétérisme
Le cathétérisme est un acte médical consistant à introduire un dispositif médical, le cathéter, dans la lumière d'un organe tubulaire creux. Cathétériser est le verbe correspondant.
Le cathéter est un fin tuyau souple et creux. Il est raccordé le plus souvent à l'extérieur par une tubulure (long tube de plastique souple et le plus souvent transparent).
Les cathétérismes les plus fréquents sont ceux d'une veine ou d'une artère, mais on peut également cathétériser la vessie, l'urètre, les uretères, les voies biliaires…
Le cathétérisme permet :
- d'injecter des produits médicamenteux ;
- l'injection de produits de contraste lors d'examen de radiologie ;
- La prise de pression ou la mesure du débit dans la cavité cathéthérisée ;
- Le prélèvement de liquides dans la cavité cathétérisée en vue d'analyses ou de drainage ;
- L'administration de substances mortelles lors d'une injection létale.